# Swimming With Dolphins
Swimming With Dolphins — американская электронная музыкальная группа из Миннеаполиса, основанная Остином Тофтом и Адамом Янгом в 2008 году. Название было получено, по словам Тофта, из «некоторых старых документальных фильмов Жака Кусто 1980-х годов». Адам Янг был продюсером группы.
Тофт и Янг также сделали фирменные костюмы для проекта. Тофт принял вид подводника в классическом костюме водолаза, а Янг надел маску летчика (этот образ он позже использовал для промоушена своего проекта Sky Sailing).

## История
Проект дебютировал с выпуском в 2008 году мини-альбома Ambient Blue. В дополнение к основному релизу был также выпущен кавер на песню «Fast Car» Трейси Чэпмен в качестве B-Sides сингла. В песне «Silhouettes» основной вокал исполнила Бриан Дюрен, которая затем, вскоре после того, как Тофт познакомил ее с Янгом, присоединилась к Owl City как участник концертной группы (во время туров исполняла музыку на клавишных и вокал). Позже в том же году Тофт вместе с Дюрен исполнили бэк-вокал для нескольких песен в дебютном альбоме Owl City, Maybe I’m Dreaming.
Помимо Swimming With Dolphins, Тофт также был туровым участником Owl City в 2008 году.
Адам Янг покинул проект в конце 2008 года, когда популярность Owl City начала расти. Оставшись единственным в группе, Тофт подписал контракт с лейблом Tooth & Nail Records в середине 2010 года. Примерно через год Тофт выпустил первый полноформатный альбом Swimming With Dolphins, называющийся Water Colours, под лейблом Tooth & Nail Records в 2011 году. 5 августа 2011 года на YouTube вышел официальный клип на первый сингл из альбома, «Sleep To Dream».
После ухода Адама Янга, к Остину Тофту присоединились Сара Байнткер и Торри Джеймс в качестве туровых участников. Байнткер исполнила вокал для песен «Holiday» и «Sleep To Dream» из альбома Water Colours.
С 2011 года Остин Тофт самостоятельно выпустил несколько синглов проекта Swimming With Dolphins и провел успешную краудфандинговую кампанию на сайте Indiegogo для сбора средств на предстоящий альбом Catharsis. В сентябре 2013 года Тофт дал интервью для радио-шоу Криса Хёрли и рассказал об альбоме. Также в сентябре в профиле Swimming With Dolphins на SoundCloud вышло превью нового альбома в виде одного инструментального трека под названием «Tromsø». Примерно в то же время также был выложен клип на «Tromsø» через Vimeo.
По словам Тофта в 2014 году, альбом был очень близок к завершению. 21 августа Тофт заявил, что скоро будет показан список треков из альбома. 29 августа Тофт опубликовал незаконченный черновой вариант списка треков, а также обложку для сингла «Summer Skin», который будет в альбоме. 23 сентября сингл «Summer Skin» был выложен в профиле Swimming With Dolphins на SoundCloud. 18 декабря Тофт объявил о скором выходе большого обновления касательно Catharsis. 1 мая 2015 года Тофт показал обложку для альбома Catharsis, а также назвал дату выхода — 4 августа 2015 года. Вместо нового альбома, 4 августа Тофт выпустил сингл «Iron Lungs», и сказал, что ему нужно «сделать шаг назад, чтобы изменить и определить новую дату выхода» из-за преждевременного анонса.
11 января 2016 года, чтобы отпраздновать 5000 прослушиваний сингла «Iron Lungs» на SoundCloud, Тофт выпустил переработанную версию «Summer Skin» для окончательной версии Catharsis. 6 мая он выпустил новый сингл «Let You Love». 1 апреля 2018 года, после нескольких лет перерыва в музыке, Тофт выпустил отрывок из песни «Roller Dancer», которая будет в Catharsis.

## Состав

### Текущий состав
- Остин Тофт (англ. Austin Tofte) — вокал, клавишные, синтезаторы, программирование, ударные (2008 — настоящее время)

### Бывшие участники
- Адам Янг (англ. Adam Young) — клавишные, синтезаторы, программирование, ударные (2008)

### Нерегулярные участники и туровые участники
- Бриан Дюрен (англ. Breanne Düren) — вокал (2008)
- Сара Байнткер (англ. Sarah Beintker) — вокал (2011)
- Торри Джеймс (англ. Torrie James)

## Дискография

### Студийные альбомы
- Water Colours (2011)
- Catharsis (в производстве)

### Мини-альбомы (EP)
- Ambient Blue (2008)

### Синглы
- «Fast Car» (2008) (кавер)
- «Sleep To Dream» (2011)
- «Tromsø» (2013)
- «Summer Skin» (2014)
- «Iron Lungs» (2015)
- «Let You Love» (2016)